# Ohio Valley Wrestling
Ohio Valley Wrestling — американский рестлинг-промоушен, базирующийся в Луисвилле, Кентукки. В настоящее время компанией управляют Эл Сноу и Мэтт Джонс, которые сменили основателя и бывшего владельца Кошмара Дэнни Дэвиса.
Изначально OVW была членом National Wrestling Alliance (NWA) с момента его основания в 1993 году до 2000 года, когда она стала основной территорией развития WWE. В этой роли она оставалась с 2000 года до 7 февраля 2008 года, когда промоушен стал неаффилированным. В ноябре 2011 года OVW стала территорией развития для Impact Wrestling (тогда известной как Total Nonstop Action Wrestling или TNA). Эти отношения первоначально закончились 2 ноября 2013 года, но 19 марта 2019 года оба промоушена восстановили соглашение.
Телевизионные программы OVW выходят на Davis Arena в районе Бьючел в Луисвилле. Их еженедельные шоу, известные неофициально как OVW TV, в настоящее время транслируются на местном канале WBNA-21 и транслируются онлайн на FITE TV.

## История

### Основание и членство в NWA (1993—2001)
Компания OVW была основана Кошмаром Дэнни Дэвисом в 1993 году как промоушен, входящий в National Wrestling Alliance (NWA) под названием NWA Ohio Valley. Компания в основном проводила шоу на территориях Кентукки и Индианы, которые ранее принадлежали United States Wrestling Association. Еженедельные шоу проходили на оригинальной Davis Arena в Джефферсонвилле, Индиана, а более крупные шоу — в Louisville Gardens в Луисвилле, Кентукки.
В 1997 году OVW прекратила свои отношения с NWA и переименовалась в Ohio Valley Wrestling. Позже в том же году Трейлер Парк Трэш стал первым чемпионом OVW в тяжелом весе, победив Вика Брюзера.
11 января 1998 года OVW записала первый эпизод своего еженедельного телешоу, который транслировался с оригинальной Davis Arena в Джефферсонвилле, Индиана. Диктор ринга Louisville Gardens Дин Хилл выступал в качестве комментатора, а Фэй Дэвис — в качестве ринг-анонсера. В программе было представление компании владельцем Дэнни Дэвисом, а в главном событии Ник Динсмор и Роб Конвей против Хуана Уртадо и Стажера.

### Территория развития WWF/WWE (1999—2008)

Логотип компании в 2010-х

В 1999 году член творческой команды WWF Джим Корнетт приобрел долю в OVW. Корнетт, взяв на себя роль букера и автора шоу и одновременно выступая в роли комментатора, сделал свое первое телевыступление 10 июля 1999 года и рассказал о грядущих переменах. В первую группу кадров для развития вошли такие будущие звезды, как Джон Сина, Рэнди Ортон, Брок Леснар и Батиста.
OVW провела свое последнее шоу на оригинальной Davis Arena 21 августа 2002 года, хедлайнером которого стал матч между Дамаджей и Рене Дюпри. 10 июля 2005 года Джим Корнетт расстался с WWE и был освобожден от своих обязанностей по надзору за OVW. Это произошло в результате инцидента, когда Корнетт ударил новичка OVW Энтони Карелли за его неподобающую реакцию на столкновение с рестлером по имени Бугимен во время матча на живом шоу OVW. Корнетт был заменен тренером WWE Элом Сноу в команде комментаторов, а Сноу был заменен на Пола Хеймана в качестве креативного директора или продюсера. Однако это соглашение было краткосрочным, так как WWE в конечном итоге назначила Хеймана ответственным за возрождение ECW как бренда WWE. В конце концов, обязанности по букингу перешли к Элу Сноу, который дольше всех продержался на этом посту после Корнетта. Джим Корнетт продал свою долю в OVW Дэвису в 2007 году.
В 2007 году WWE основала Florida Championship Wrestling (FCW) в Тампе, Флорида, в качестве новой территории развития. В течение короткого периода OVW и FCW одновременно тренировали перспективных игроков WWE, но 7 февраля 2008 года WWE объявила о прекращении отношений с OVW, переведя всех контрактных рестлеров в FCW. Кадры WWE также периодически появлялись на шоу OVW, включая матч между Джоном Синой и Лэнсом Кейдом в качестве главного события последнего шоу Kentucky Kingdom.